# Matt D'Agostini
Matthew D'Agostini (Sault Ste. Marie, 23 febbraio 1986) è un ex hockeista su ghiaccio canadese.